# Hisaya Nakajō
中条比紗也
Œuvres principales
Première œuvre : Heart no Kajitsu
Hisaya Nakajō (中条比紗也, Nakajō, Hisaya), née le 12 septembre 1973 à Ōsaka au Japon, et morte le 12 octobre 2023, est une mangaka.

## Biographie
Hisaya Nakajō commence sa carrière de mangaka en 1994 avec Heart no Kajitsu publié dans le magazine Hana to Yume N°23.
Elle décède d'un problème cardiaque.